# Arkadi Vaïner
Œuvres principales
- L'Évangile du bourreau
- 38, rue Petrovka

Arkadi Alexandrovitch Vaïner (en russe : Аркадий Александрович Вайнер) est un écrivain soviétique et russe né le 13 janvier 1931 à Moscou et mort dans la même ville le 25 avril 2005 à l'âge de 74 ans.

## Biographie
Arkadi Vaïner naît à Moscou en 1931 dans une famille d'origine juive (Weiner). Après avoir suivi des études à la faculté juridique de l'Université d'État de Moscou dont il sort diplômé en 1953, Arkadi devient juge d'instruction.
Membre du PCUS depuis 1957. Membre de l'Union des écrivains soviétiques depuis 1971.
Dans les années 1970, il écrit avec son frère Gueorgui une dizaine de romans policiers qui se vendent à plusieurs millions d'exemplaires,. Le plus célèbre, 38, rue Petrovka, deviendra par la suite une série télévisée à succès en Union soviétique. Les frères Vaïner signeront le scénario de cette série dont l'acteur-vedette est Vladimir Vyssotski. Le film sort sous le titre Il ne faut jamais changer le lieu d’un rendez-vous, réalisé par Stanislav Govoroukhine (1979).
Arkadi Vaïner meurt à Moscou d'une crise cardiaque en 2005. Il est inhumé au cimetière Vostriakovo.

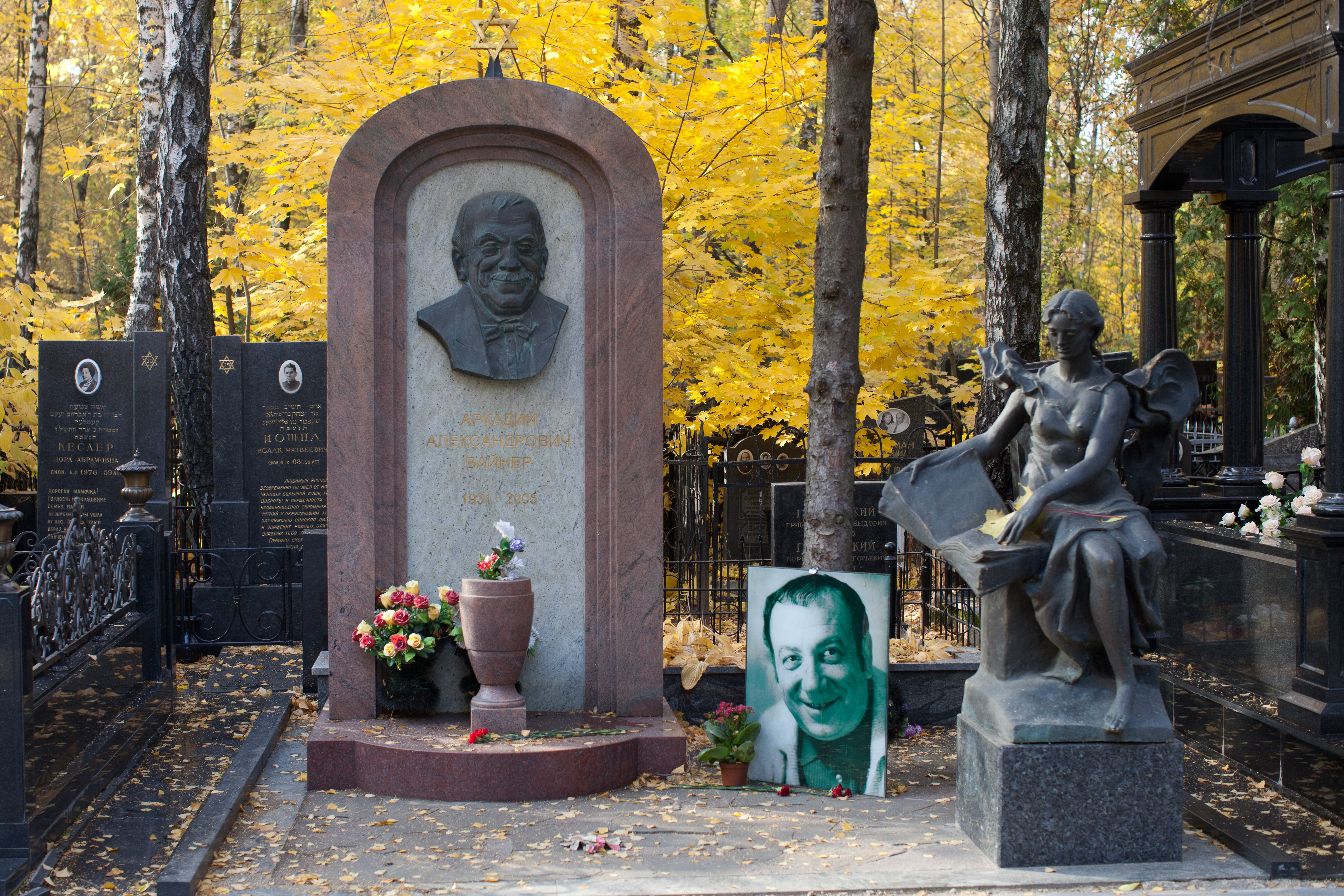
Sépulture.

## Distinctions
- Ordre de l'Amitié (1996)[3]
- Ordre de l'Honneur (2001)[4]